# Liste der Biografien/Bem
Liste der Biografien |
Portal Biografien |
Personensuche
# |
A |
B |
C |
D |
E |
F |
G |
H |
I |
J |
K |
L |
M |
N |
O |
P |
Q |
R |
S |
T |
U |
V |
W |
X |
Y |
Z |
?
 
Ba |
Be |
Bd |
Bg |
Bh |
Bi |
Bj |
Bl |
Bm |
Bn |
Bo |
Br |
Bs |
Bu |
Bw |
By |
Bz
 
Bea–Beb |
Bec |
Bed |
Bee |
Bef |
Beg |
Beh |
Bei |
Bej |
Bek |
Bel |
Bem |
Ben |
Beo |
Bep |
Beq |
Ber |
Bes |
Bet |
Beu |
Bev |
Bew |
Bex |
Bey |
Bez
Die Liste der Biografien führt alle Personen auf, die in der deutschsprachigen Wikipedia einen Artikel haben. Dieses ist eine Teilliste mit 68 Einträgen von Personen, deren Namen mit den Buchstaben „Bem“ beginnt.

## Bem
- Bem, Daryl J. (* 1938), US-amerikanischer Sozialpsychologe
- Bem, Ewa (* 1951), polnische Sängerin
- Bém, Jan (1917–2005), tschechoslowakischer Stabhochspringer
- Bem, Józef (1794–1850), polnischer GeneralJózef Bem (1794–1850)

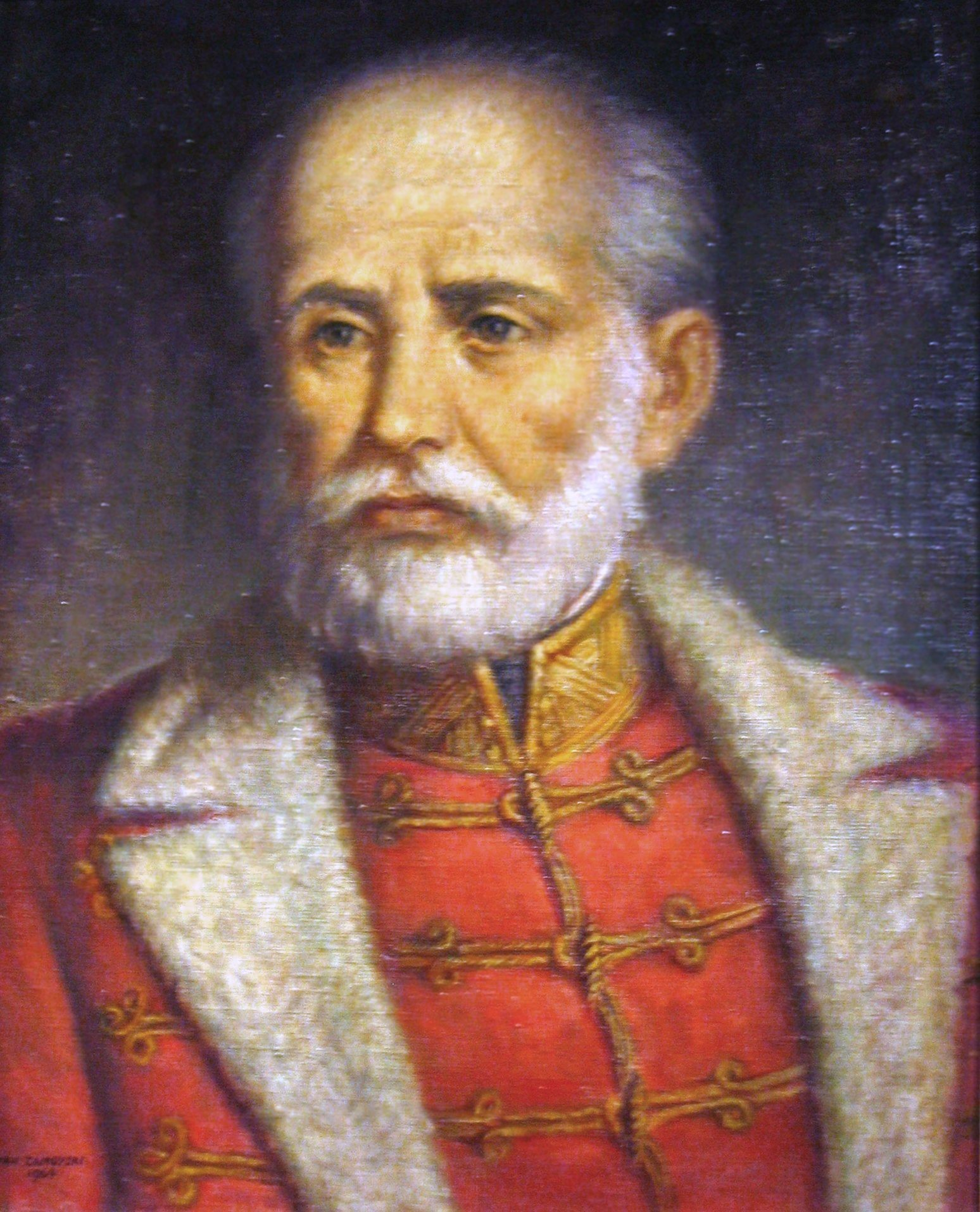
Józef Bem (1794–1850)

- Bém, Pavel (* 1963), tschechischer Politiker, Prager Bürgermeister
- Bem, Sandra (1944–2014), US-amerikanische Psychologin und Pionierin der Gender Studies

### Bema
- Bemammer, Mohammed Ali (* 1989), marokkanischer Fußballspieler
- Beman, Solon S. (1853–1914), US-amerikanischer Architekt
- Bemarchios, spätantiker Rhetor und Historiker

### Bemb
- Bemba, Artem (* 1987), ukrainischer Musiker (Schlagzeug, Gitarre)
- Bemba, Jean-Pierre (* 1962), kongolesischer Politiker und Unternehmer
- Bemba, Suzy (* 2000), französische Schauspielerin
- Bemba, Sylvain (1934–1995), kongolesischer Schriftsteller
- Bembe, António Bento (* 1950), angolanischer Politiker
- Bembé, Carl August (1900–1955), deutscher Architekt und Designer
- Bemben, Michael (* 1976), polnisch-deutscher Fußballspieler
- Bembenek, Christian (* 1967), deutscher Basketballnationalspieler
- Bembenek, Lothar (* 1946), deutscher Politikwissenschaftler
- Bemberg, Hans von (1892–1958), deutscher Landwirt
- Bemberg, Julius von (1836–1903), deutscher Gutsbesitzer und Politiker
- Bemberg, María Luisa (1922–1995), argentinische Filmregisseurin und Drehbuchautorin
- Bemberg-Flamersheim, Robert von (1868–1949), deutscher Verwaltungsjurist
- Bembo, Antonia, italienische Komponistin und Sängerin des Barock
- Bembo, Bernardo (1433–1519), venezianischer Senator, Vize-Doge und Botschafter der Republik Venedig
- Bembo, Bonifacio, italienischer Maler
- Bembo, Giovanni (1543–1618), 92. Doge von Venedig
- Bembo, Pierluigi (1823–1882), italienischer Politiker, Bürgermeister von Venedig
- Bembo, Pietro (1470–1547), italienischer humanistischer Gelehrter, Dichter und KardinalPietro Bembo (1470–1547)

Pietro Bembo (1470–1547)

- Bembry, DeAndre’ (* 1994), US-amerikanischer Basketballspieler
- Bembuana-Keve, Eddy (* 1972), kongolesischer Fußballspieler
- Bembus, Mateusz (1567–1645), polnischer Schriftsteller des Frühbarocks sowie Jesuit, königlicher Prediger und Politiker

### Beme
- Bemelmans, Ludwig (1898–1962), US-amerikanischer Schriftsteller und Illustrator
- Bemelmans, Ruben (* 1988), belgischer Tennisspieler
- Bement, Newton Silas (1896–1958), US-amerikanischer Romanist und Französischdidaktiker
- Bemer, Bob (1920–2004), US-amerikanischer Computerpionier
- Bemetzrieder, Anton (1739–1817), französischer Komponist und Musiktheoretiker

### Bemi
- Bemile, Paul (* 1939), ghanaischer Geistlicher, Bischof von Wa
- Bemis, Max (* 1984), US-amerikanischer Musiker, Sänger, Liedtexter und Komponist

### Bemk
- Bemkey, Andrew (* 1974), US-amerikanischer Jazzmusiker

### Bemm
- Bemmann, Albrecht (* 1949), deutscher Forstwissenschaftler und Hochschullehrer
- Bemmann, Dennis (* 1978), deutscher Unternehmer
- Bemmann, Günter (1927–2018), deutscher Rechtswissenschaftler und Hochschullehrer
- Bemmann, Hans (1922–2003), deutscher SchriftstellerHans Bemmann (1922–2003)

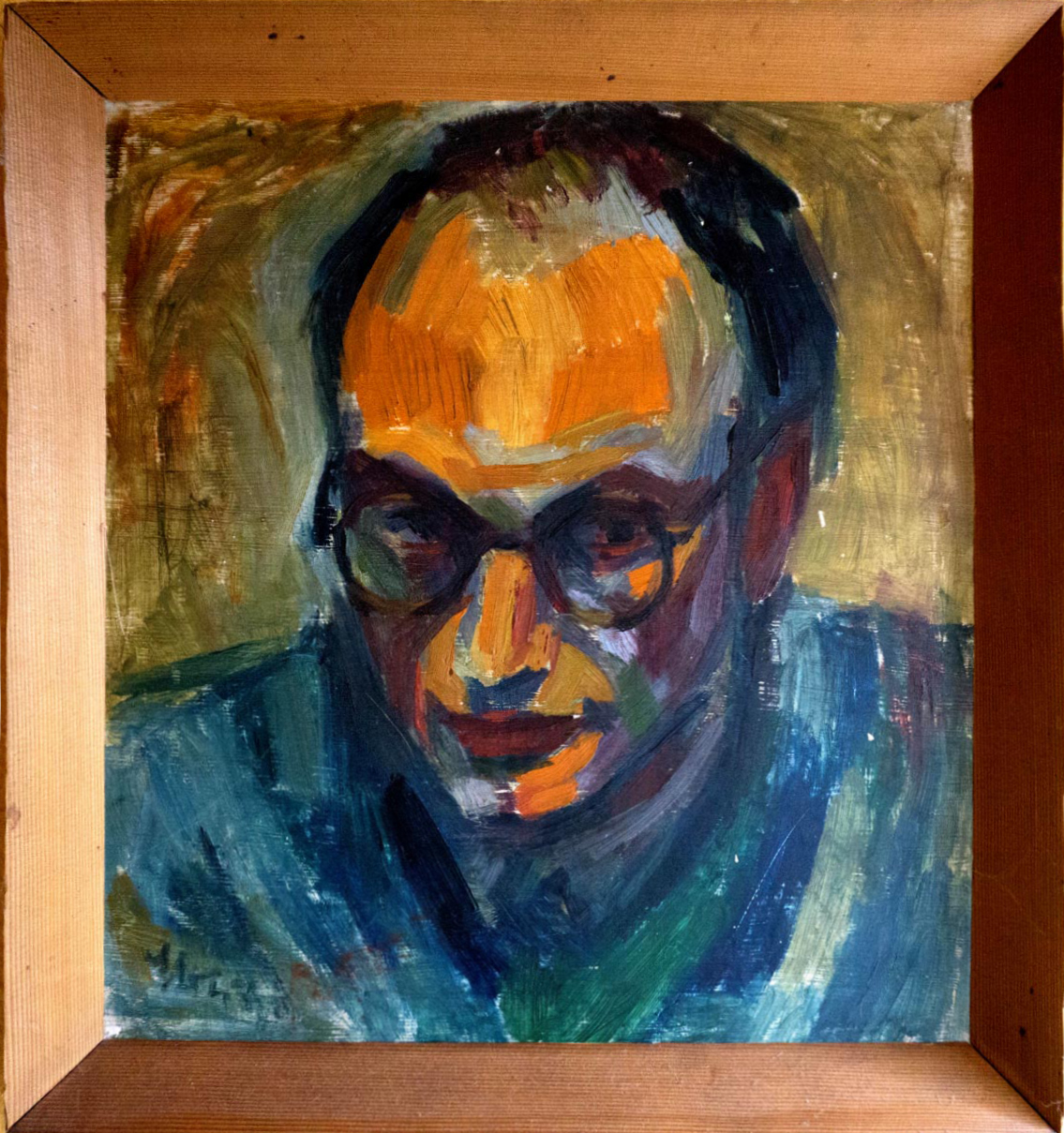
Hans Bemmann (1922–2003)

- Bemmann, Heinz (1927–2000), deutscher Gesellschaftswissenschaftler und SED-Funktionär
- Bemmann, Jan (* 1961), deutscher Prähistorischer Archäologe
- Bemmann, Martin (* 1981), deutscher Historiker und Hochschullehrer
- Bemmann, Rudolf (1881–1948), deutscher Bibliothekar
- Bemme, John (* 1962), deutscher Fußballspieler
- Bemmel, Adriaan Cornelis Valentin van (1908–1990), niederländischer Zoologe, Dozent, Zoodirektor und Naturschützer
- Bemmel, Christoph von (* 1707), deutscher Landschaftsmaler
- Bemmel, Jan van (* 1938), niederländischer Medizininformatiker und Pionier der Medizinischen Informatik
- Bemmel, Johann Christoph von (1717–1788), deutscher Landschaftsmaler
- Bemmel, Johann Georg von (1669–1723), deutscher Genre-, Landschafts- und Schlachtenmaler
- Bemmel, Peter von (1685–1753), deutscher Landschaftsmaler
- Bemmel, Willem van (1630–1708), deutscher Maler
- Bemmelen, Adriaan Anthoni van (1830–1897), niederländischer Zoologe und Zoodirektor
- Bemmelen, Bas van (* 1989), niederländischer Volleyballspieler
- Bemmelen, Jacob Maarten van (1830–1911), niederländischer Chemiker
- Bemmelen, Jacob Maarten van (1898–1982), niederländischer Rechtswissenschaftler
- Bemmelen, Johan Frans van (1859–1956), niederländischer Paläontologe und Zoologe
- Bemmelen, Reinout Willem van (1904–1983), niederländischer Geologe
- Bemmelen, Sabrina (* 1986), deutsche Fußballspielerin
- Bemmer, Klaus (1921–1979), deutscher Maler

### Bemo
- Bémont, Charles (1848–1939), französischer Historiker
- Bémont, Gustave (1857–1932), französischer Chemiker

### Bemp
- Bemporad, Azeglio (1875–1945), italienischer Astronom

### Bems
- Bems, Emil (1881–1961), deutscher Jurist
- Bemström, Emil (* 1999), schwedischer Eishockeyspieler